# جوناثان (لاعب كرة قدم)
جوناثان هو لاعب كرة قدم برازيلي في مركز الهجوم، ولد في 8 يناير 1992 في غوارولوس في البرازيل. لعب مع جمعية بورتوغيزا الرياضية وريد بل براغانتينو ونادي كورينثيانز.

## وصلات خارجية
- جوناثان (لاعب كرة قدم) على موقع قاعدة بيانات كرة القدم.إي يو (الإنجليزية)
- جوناثان (لاعب كرة قدم) على موقع Soccerway.com (الإنجليزية)